# Brad Mills (baseball, 1985)
Pour le joueur des années 1980, voir Brad Mills (baseball, 1957).
Bradley Aaron Mills (né le 5 mars 1985 à Mesa, Arizona, États-Unis) est un ancien lanceur gaucher des Ligues majeures de baseball.

## Carrière

### Blue Jays de Toronto
Brad Mills est un choix de quatrième ronde des Blue Jays de Toronto en 2007. Il est lanceur partant dans les ligues mineures.
Il fait ses débuts dans les majeures le 18 juin 2009 pour Toronto. Après deux courtes sorties dans lesquelles il accorde 12 points et 14 coups sûrs en seulement sept manches et deux tiers lancées face aux Phillies de Philadelphie, Mills retourne aux mineures avec aucune victoire et une défaite, et une moyenne de points mérités de 14,09.
Les Blue Jays rappellent Mills des mineures pour sept parties en 2010, soit trois comme lanceur partant et quatre comme releveur. À son premier match de la saison avec Toronto le 28 juillet, il est le partant de son équipe et blanchit les Orioles de Baltimore, ne leur accordant que deux coups sûrs en sept manches lancées, pour mériter sa première victoire en carrière.

### Angels de Los Angeles d'Anaheim
En décembre 2011, Mills est échangé aux Angels de Los Angeles d'Anaheim en retour du receveur Jeff Mathis.
Il ne joue qu'une seule partie avec les Angels, remportant la victoire au cours d'un départ de cinq manches où il blanchit l'adversaire, ne donne que trois coups sûrs et enregistre six retraits sur des prises.

### Rangers du Texas
Le 24 mars 2013, Mills est réclamé au ballottage par les Rangers du Texas. Il joue brièvement pour leur club-école, l'Express de Round Rock, en 2013, mais jamais pour les Rangers.

### Japon
Durant l'été 2013, Mills quitte pour le Japon. Il ne joue qu'un seul match en NPB avec les Orix Buffaloes.

### Athletics d'Oakland
En 2014, Mills signe un contrat avec les Brewers de Milwaukee et tente de revenir dans les majeures, mais une fois de plus est assigné aux ligues mineures. Il évolue au printemps pour le club-école des Brewers à Nashville. Le 17 juin 2014, Milwaukee vend le contrat de Mills aux Athletics d'Oakland. Le 20 juin, Mills effectue son premier départ pour Oakland, puis remporte sa première victoire avec sa nouvelle équipe le 25 juin alors qu'il est le lanceur partant des A's face aux Mets de New York. Sa moyenne de points mérités se chiffre à 4,41 en 16 manches et un tiers lancées en 3 départs pour Oakland en 2014.

### Retour à Toronto
Mills termine la saison 2014 avec l'une de ses anciennes équipes, les Blue Jays de Toronto, qui le réclament au ballottage le 17 juillet 2014 et pour qui il effectue deux présences en relève, au cours desquelles il accorde 13 points mérités en seulement 4 manches et un tiers. Il termine 2014 avec une moyenne de points mérités de 9,15 en 20 manches et deux tiers lancées au total pour Oakland et Toronto.

### Retour à Oakland
Mills est rapatrié par les A's d'Oakland après la saison 2014. Il n'effectue qu'un départ pour eux en 2015, et n'est pas impliqué dans la décision lors d'une sortie de 5 manches contre Baltimore.

### Mariners de Seattle
Le 17 décembre 2015, il signe un contrat des ligues mineures avec les Mariners de Seattle.

## Statistiques
| Saison | Équipe  | G | GS | CG | SHO | V | D | SV | IP   | SO | ERA   |
| ------ | ------- | - | -- | -- | --- | - | - | -- | ---- | -- | ----- |
| 2009   | Toronto | 2 | 2  | 0  | 0   | 0 | 1 | 0  | 7.2  | 9  | 14,09 |
| 2010   | Toronto | 7 | 3  | 0  | 0   | 1 | 0 | 0  | 22.1 | 18 | 5,64  |
| Totaux | Totaux  | 9 | 5  | 0  | 0   | 1 | 1 | 0  | 30.0 | 27 | 7,80  |

Note : G = Matches joués ; GS = Matches comme lanceur partant ; CG = Matches complets ; SHO = Blanchissages ; 
V = Victoires ; D = Défaites ; SV = Sauvetages ; IP = Manches lancées ; SO = Retraits sur des prises ; ERA = Moyenne de points mérités.